# Auto Viação Bragança
A Auto Viação Bragança é uma empresa de transporte rodoviário fundada em 1940 na cidade de Bragança Paulista, interior do estado de São Paulo. Foi fundada por Gastão Bueno e Estilete Ribas.
Originalmente foi criada sob o nome de CGR no ano de 1930. Somente dez anos depois teve seu nome alterado para Auto Viação Bragança.
Atualmente a empresa atua em mais de cinquenta cidades no interior do estado de São Paulo e no sul de Minas Gerais, com ligações até a capital paulista.

## História
Em 1930 a Gastão Bueno e Estilete Ribas fundaram a CGR com a ligação entre Bragança Paulista e São Paulo via Franco da Rocha.
Em 1940 surge a Auto Viação Bragança Ltda continuando a linha de Bragança Paulista até São Paulo, agora diretamente.
Em 1950 houve a incorporação da empresa Expresso Sul Mineiro, assim operando também no sul de Minas Gerais, com a linha de Varginha passando pelas cidades de São Gonçalo do Sapucaí, Careaçu, Pouso Alegre, Estiva e Cambuí, com percurso pela Rodovia Fernão Dias.
Em 1958 incorporou-se as empresas Rápido Brasil, De Pulini, Bailone & Cia. Ltda., passando assim a operar em Ouro Fino, Águas de Lindóia, Lindóia, Socorro, Pinhalzinho, Bragança Paulista, Atibaia e Franco da Rocha, hoje Mairiporã.
Em 1960 a empresa passa para o controle acionário das famílias Felício e Cury.
Em 1966 houve a incorporação da empresa Rápido Socorrense, operando assim as cidades de Serra Negra, Água de Lindóia, Socorro, Pinhalzinho e Bueno Brandão ligando-as com as cidades de Bragança Paulista e São Paulo, via Atibaia e Mairiporã.
Em 1983 a família Cury se retira da empresa passando o controle total a família Felício.
Atualmente a empresa conta com mais 1500 funcionários e mais de 400 ônibus e veículos de apoio.

## Garagens
- Bragança Paulista
- Monte Sião
- Varginha

- São Paulo